# Entwicklung-sorozat
Az Entwicklung-sorozat (magyarul: Fejlesztés-sorozat) egy, a második világháború kései szakaszában elindított német fejlesztés volt egy szabványosított tank-osztály létrehozására.

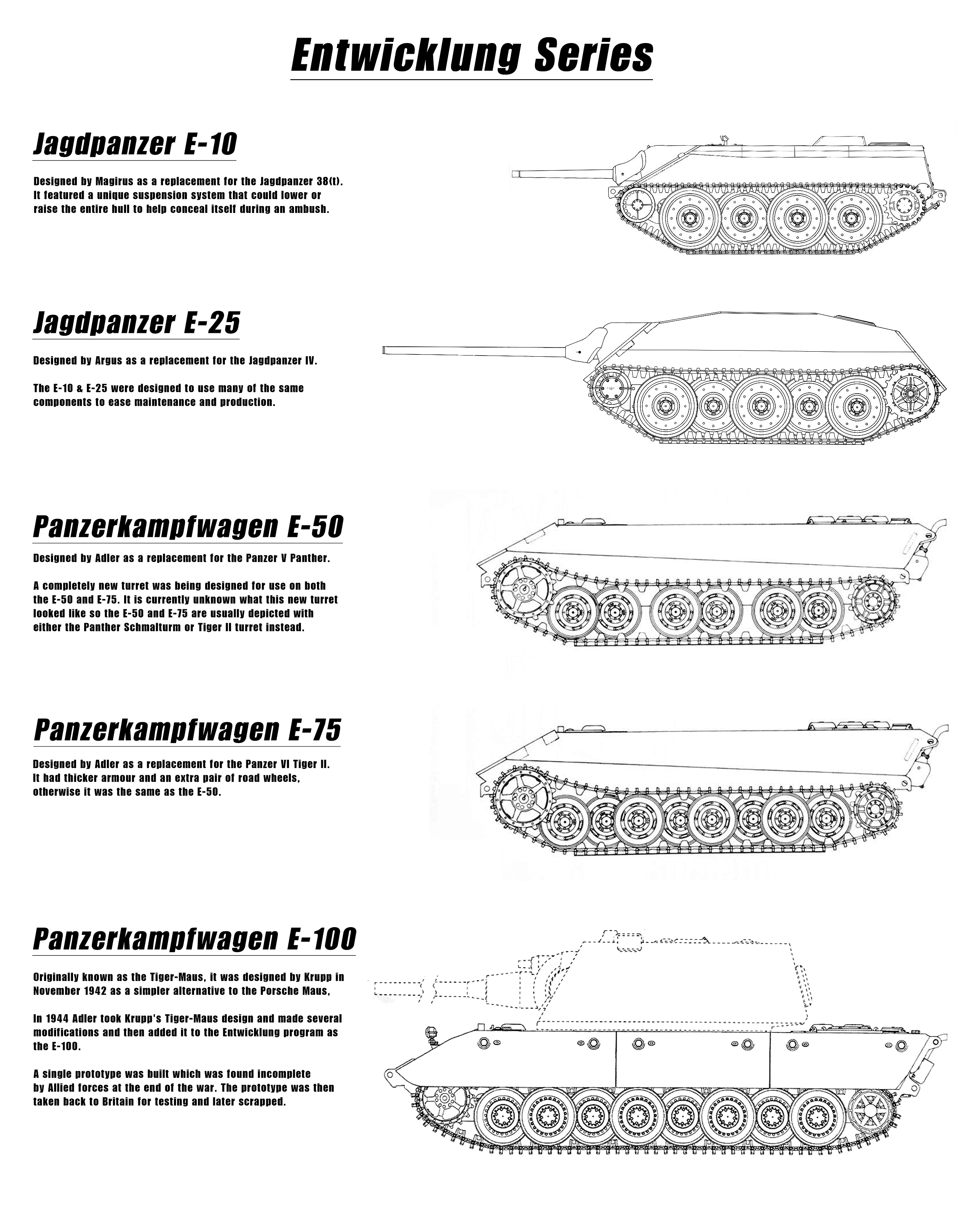
Az E-sorozat terveinek rajzai.

## Története

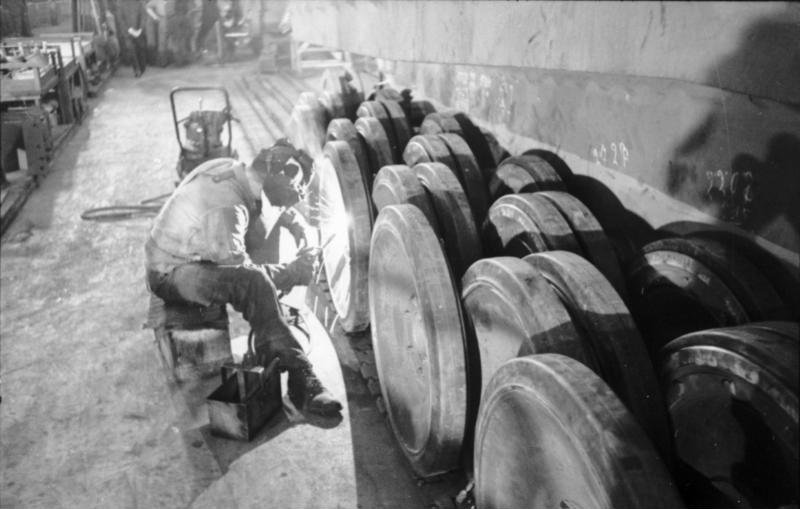
Jól megfigyelhetőek a Henschel-féle görgők

A sorozaton belül hat súlycsoportot terveztek, amelyeken belül további specializálódott járművek kerültek volna kifejlesztésre. Ez az éppen gyártásban lévő több tucatnyi harckocsi bonyolultsága és egyedisége miatt vált szükségszerűvé, ilymódon egyszerűbbé és olcsóbbá válhatott volna a gyártás és a fenntartás is. Viszont a harckocsik páncélvédettségét és tűzerejét csak minimálisan tervezték megnövelni. Az alvázak görgői a Tigris harckocsiknál jól bevált – Henschel fejlesztésű – acélból készült, egymást fedő típusúnak tervezték. Ezek a harckocsik igen komoly ellenfelek lehettek volna a kortárs amerikai M26 Pershingeknek vagy épp a szovjet T–44-eseknek.

## E–5-ös osztály
Ebbe az osztályba tartoznak az 5 és 10 tonna közé tervezett könnyű harcjárművek. Könnyű és felderítő harckocsik, illetve páncélozott személyszállító járművek.

## E–10-es osztály
A 10 és 25 tonna közé tervezett járművek. Ebbe az osztályba kerültek volna többek között a Panzer 38(t) jelű könnyű harckocsik utódai, a Panzer 38(d)-k. A „(d)” a „deutsch” (azaz német) szóra utalt volna, szemben a korábbi „(t)”-vel, ami „tschechisch” (azaz csehet) jelölte. Eme osztály tagja váltotta volna fel továbbá a könnyű páncélvadász Jagdpanzer 38(t)-t – közismert nevén a Hetzert – is. Valamint egyéb, könnyű önjárólövegek is készültek volna.

## E–25-ös osztály
Az E–25-ös osztály tagjai a 25 és 50 tonna közötti harckocsikat váltották volna fel. Ebbe főként a tucatnyi módosítást megélt Panzer III és Panzer IV tankok kerültek volna. Valamint ugyanezek típusváltozatai, mint például a StuG III vagy a Jagdpanzer IV.

## E–50-es osztály
Az 50 és 75 tonna közé eső közepes harckocsik. Ezek elsődlegesen a Párduc és a Tigris I-es harckocsikat, illetve az ezeken alapuló egyéb harcjárműveket váltották volna le.
Az E–50-es alapverziójának teste gyakorlatilag megegyezett a Királytigrisével, azt leszámítva, hogy frontpáncéljának egy kicsit különbözött az elrendezése. A korábbi harckocsikhoz képest drasztikusan csökkentették a jármű megmunkálási folyamatait a gyártás során, így az olcsóbbá és gyorsabban előállíthatóvá vált. Legnagyobb sebessége körülbelül 60 km/h lett volna. Az E–50 „Schmalturm” típus a korábban jól bevált 88 mm-es L/71-es ágyú egy változatát használta volna, tornya pedig a Párduc egy korai toronytípusa lett volna. 1200 lóerős Maybach motorral szerelték volna fel, ami körülbelül 40 km/h-s végsebességet eredményezhetett.

## E–75-ös osztály
Ez az osztály tartalmazta volna a 75 és 100 tonna közötti nehéz harcjárműveket, leváltva a Királytigrist és a Jagdtigert. Az alap E–75 az E–50 S.-be tervezett 1200 lóerős Maybach motort kapta volna, ám páncélzatát megnövelték az egész testen, így a végsebessége is valamennyivel lecsökkent volna 40 km/h alá. Nagy súlya miatt alvázát áttervezték az E–50-hez képest, ugyanis mind a két oldalra egy-egy sor plusz görgőt kapott, így a lánctalpak szélesebbek, a jármű pedig stabilabbá vált. A jármű a Királytigris tornyát kapta volna meg és egy 88 mm-es L71-es vagy L/100-as ágyúval szerelték volna fel, bár a torony elbírt volna akár egy 105 mm-es ágyút is. A páncélzat 80 és 185 mm-es vastagság között váltakozott volna.

## E–100-as osztály

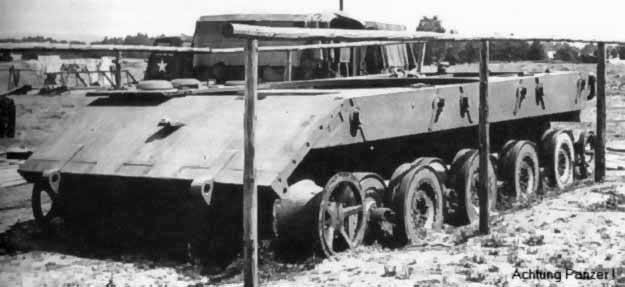
Az E–100-as elkészült alváza

Ez az osztály a 100 tonnánál is nehezebb, úgynevezett szupernehéz harcjárműveket tömöríti. Az osztály alapverziója egy a Maushoz hasonló harckocsinak készült, tervezését 1944-ben kezdték meg. Alvázként egy módosított Királytigris alvázat terveztek, ami el is készült a háború végéig. A páncélzat 40 mm-től 240 mm-ig terjedt.
A toronyra három verzió született (melyek közül végül egyet sem sikerült a háború vége miatt legyártani). Az egyik ilyen verzió a Királytigris torony volt, amelybe egy 128 mm KwK 44 L/55 típusú ágyút terveztek. A második verzió a Mauséval megegyező torony lett volna, amelybe elsődleges fegyverként vagy egy 150 vagy egy 170 mm-es KwK ágyút terveztek, másodlagos fegyverként pedig egy 75 mm-eset. A harmadik verzió a Krupp-féle lett volna. Ebbe elsődleges ágyúként egy 128 mm-eset, másodlagosként pedig szintén egy 75 mm-eset terveztek.

## Fordítás
- Ez a szócikk részben vagy egészben  az   Entwicklung series című angol Wikipédia-szócikk ezen változatának fordításán alapul.  Az eredeti cikk szerkesztőit annak laptörténete sorolja fel. Ez a jelzés csupán a megfogalmazás eredetét és a szerzői jogokat jelzi, nem szolgál a cikkben szereplő információk forrásmegjelöléseként.